# Amfreville-Saint-Amand
Pour les articles homonymes, voir Amfreville et Saint-Amand.
Amfreville-Saint-Amand est une commune nouvelle française, constituée le 1er janvier 2016, située dans le département de l'Eure en région Normandie et issue du rapprochement entre Amfreville-la-Campagne et Saint-Amand-des-Hautes-Terres.

## Géographie

### Localisation
|                       | Le Thuit-de-l'Oison (comm. dél. du Thuit-Signol) | Saint-Ouen-de-Pontcheuil |
| Tourville-la-Campagne | Amfreville-Saint-Amand                           | Fouqueville              |
| La Pyle               | Le Troncq                                        | Hectomare                |

### Hydrographie
La commune est située dans le bassin Seine-Normandie. Elle est drainée par l'Oison.
L'Oison, d'une longueur de 16 km, prend sa source dans la commune  et se jette  dans la Seine à Saint-Pierre-lès-Elbeuf, après avoir traversé neuf communes.

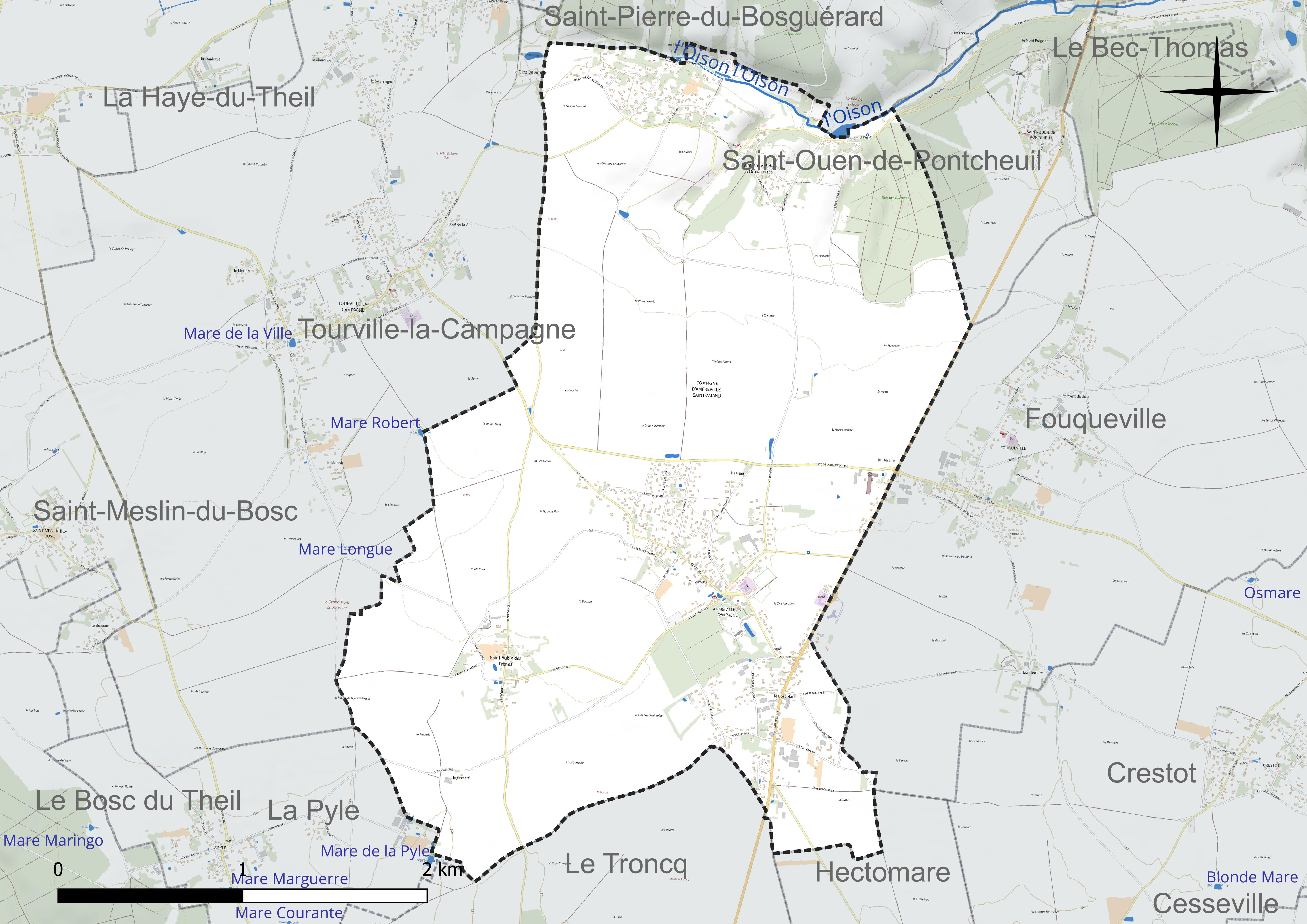
Réseau hydrographique d'Amfreville-Saint-Amand.

### Climat
Pour des articles plus généraux, voir Climat de la Normandie et Climat de l'Eure.
En 2010, le climat de la commune est de type climat océanique dégradé des plaines du Centre et du Nord, selon une étude du CNRS s'appuyant sur une série de données couvrant la période 1971-2000. En 2020, Météo-France publie une typologie des climats de la France métropolitaine dans laquelle la commune est exposée à un climat océanique et est dans la région climatique Côtes de la Manche orientale, caractérisée par un faible ensoleillement (1 550 h/an) ; forte humidité de l’air (plus de 20 h/jour avec humidité relative > 80 % en hiver), vents forts fréquents. Parallèlement le GIEC normand, un groupe régional d’experts sur le climat, différencie quant à lui, dans une étude de 2020, trois grands types de climats pour la région Normandie, nuancés à une échelle plus fine par les facteurs géographiques locaux. La commune est, selon ce zonage, exposée à un « climat contrasté des collines », correspondant au Pays d’Auge, Lieuvin et Roumois, moins directement soumis aux flux océaniques et connaissant toutefois des précipitations assez marquées en raison des reliefs collinaires qui favorisent leur formation.
Pour la période 1971-2000, la température annuelle moyenne est de 10,3 °C, avec  une amplitude thermique annuelle de 13,8 °C. Le cumul annuel moyen de précipitations est de 740 mm, avec 12,1 jours de précipitations en janvier et 8,5 jours en juillet. Pour la période 1991-2020, la température moyenne annuelle observée sur la station météorologique la plus proche, située sur la commune de Brionne à 15 km à vol d'oiseau, est de 11,5 °C et le cumul annuel moyen de précipitations est de 791,7 mm,. Pour l'avenir, les paramètres climatiques de la commune estimés pour 2050 selon différents scénarios d’émission de gaz à effet de serre sont consultables sur un site dédié publié par Météo-France en novembre 2022.

## Urbanisme

### Typologie
Au 1er janvier 2024, Amfreville-Saint-Amand est catégorisée commune rurale à habitat dispersé, selon la nouvelle grille communale de densité à 7 niveaux définie par l'Insee en 2022.
Elle est située hors unité urbaine et hors attraction des villes,.

## Toponymie
Amfreville : attestée sous la forme Ansfredville en 1095.

Voir : Toponymie de Amfreville-la-Campagne.
Saint-Amand : attestée sous la forme Sanctus Amandus en 1212.

Voir : Toponymie de Saint-Amand-des-Hautes-Terres.

## Histoire
Plusieurs communes émettent le souhait de se rassembler dans une commune nouvelle. Ce projet de création d'une commune nouvelle est approuvé par les conseils municipaux de deux communes :
- Amfreville-la-Campagne ;
- Saint-Amand-des-Hautes-Terres.

L'arrêté préfectoral du 23 novembre 2015 a officiellement créé la nouvelle commune pour une mise en place le 1er janvier 2016.

## Politique et administration
| Période        | Période  | Identité     | Étiquette | Qualité     |
| -------------- | -------- | ------------ | --------- | ----------- |
| 5 janvier 2016 | En cours | Jérôme Debus | SE        | Agriculteur |

| Nom                            | Code Insee | Intercommunalité                     | Superficie (km2) | Population (dernière pop. légale) | Densité (hab./km2) |
| ------------------------------ | ---------- | ------------------------------------ | ---------------- | --------------------------------- | ------------------ |
| Amfreville-la-Campagne (siège) | 27011      | Communauté de communes Roumois Seine | 6,64             | 928 (2013)                        | 140                |
| Saint-Amand-des-Hautes-Terres  | 27506      | Communauté de communes Roumois Seine | 2,98             | 281 (2013)                        | 94                 |